# Kaltern an der Weinstraße
Kaltern an der Weinstraße (wł. Caldaro sulla Strada del Vino) – miejscowość i gmina we Włoszech, w regionie Trydent-Górna Adyga, w prowincji Bolzano.
Liczba mieszkańców gminy wynosiła 7572 (dane z roku 2009). Język niemiecki jest językiem ojczystym dla 93,06%, włoski dla 6,64%, a ladyński dla 0,3% mieszkańców (2001).

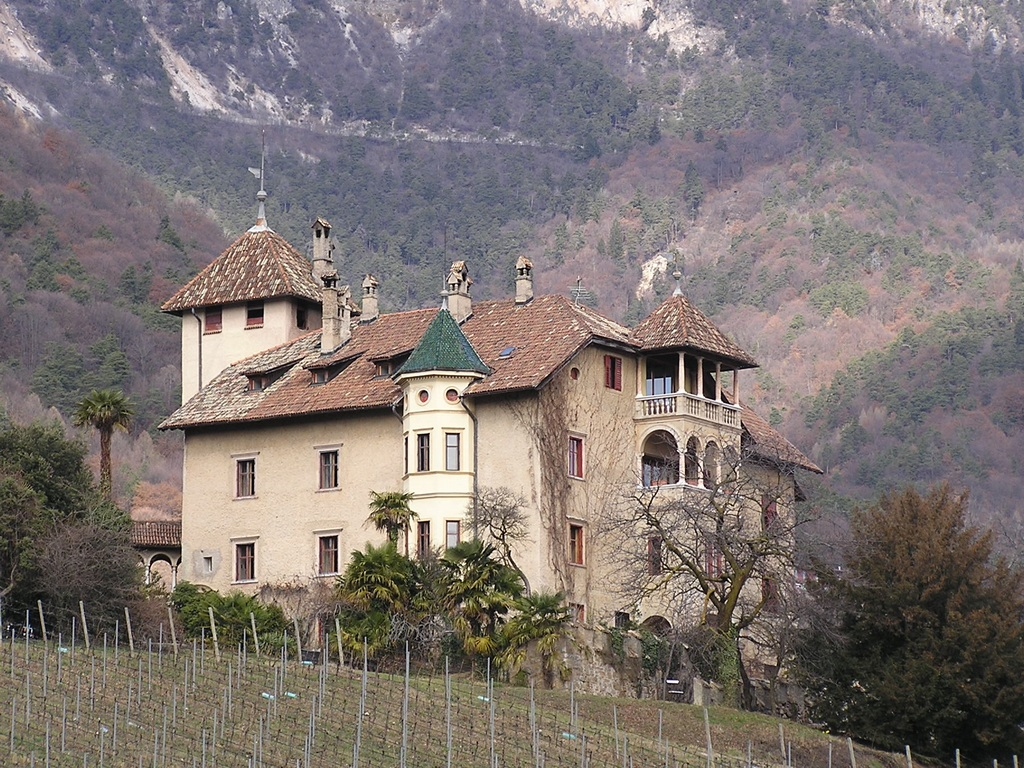

W Kaltern urodził się Nikolaus von Lutterotti, późniejszy Benedyktyn z klasztoru w Krzeszowie i autor licznych publikacji o Krzeszowie.